# Palazzo Manzi
Palazzo Manzi si trova nella piazza principale, affacciata sul lago e sul vecchio molo, di Dongo, sul lago di Como.

## Storia
Sede municipale dal 1937, il palazzo era la dimora della nobile famiglia Polti-Petazzi, che lo fece costruire tra gli anni Venti e Trenta dell'Ottocento, su progetto di Pietro Gilardoni.
Sulla piazza antistante il palazzo, il 28 aprile 1945 vennero fucilati alcuni gerarchi fascisti che erano stati catturati assieme a Mussolini.
All'interno del palazzo ha sede il Museo della Fine della Guerra, inaugurato nel 2014.

## Descrizione
L'esterno è sobrio e semplice, e corrisponde perfettamente ai dettami dello stile neoclassico, in voga al tempo della costruzione dell'edificio. La facciata è divisa in quattro piani, con al piano nobile una balconata centrale e due balconcini laterali. Al centro, il portale d'ingresso con un arco a tutto sesto.

Entrando dal portone (su cui ancora si vedono i battenti con incisa una P, iniziale della famiglia Polti-Petazzi), si vedono sulla sinistra una lapide che ricorda Giuseppina Manzi, l'ultima proprietaria del palazzo, che nel 1937 morì senza eredi e donò l'edificio alla comunità, e sulla destra un'altra lapide, posta a memoria della fine del Fascismo.

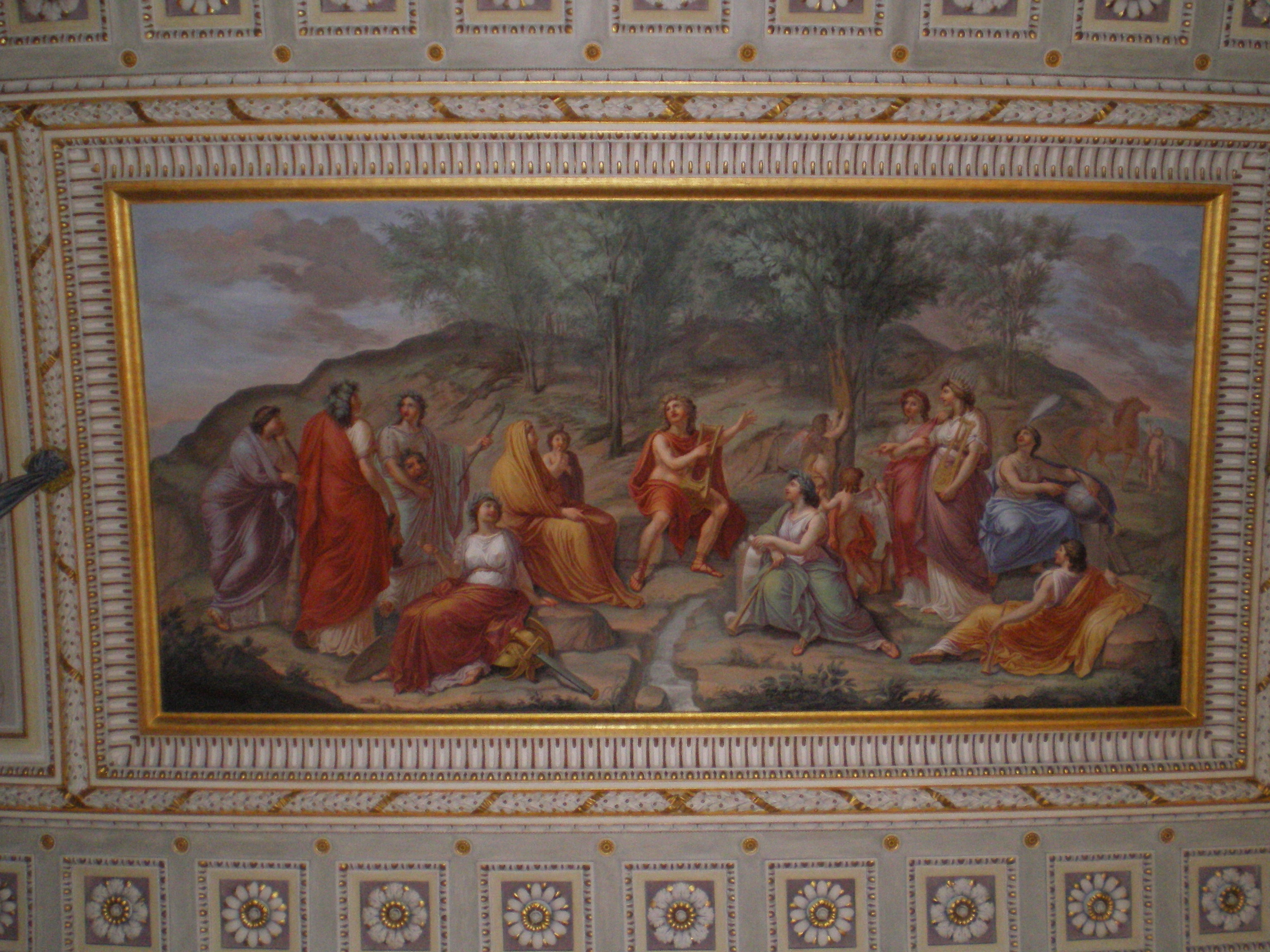
La volta affrescata della "Sala d'Oro"

Al piano superiore, oltre agli uffici comunali, trovano posto una cappella dedicata all'Immacolata, una biblioteca contenente oltre 4000 libri antichi e la cosiddetta Sala d'Oro.

### Sala d'Oro
Chiamata in questo modo per le dorature su stucchi e fregi al suo interno, la Sala d'Oro era il salone d'onore del palazzo. È caratterizzata dallo stile neoclassico: la pianta è rettangolare, il soffitto a volta, e lungo il perimetro della sala corre un elegante ballatoio con ringhiera in ferro battuto e decori dorati.
La volta e le pareti sono affrescate con diversi episodi mitologici, quasi tutti ispirati al tema dell'azione civilizzatrice delle arti, soprattutto la musica.
Al centro della volta, un grande affresco raffigurante il Parnaso, monte sacro alle Muse, dipinto da Giuseppe Lavelli (allievo di Andrea Appiani): vi si vede Apollo che suona la cetra, circondato dalle Nove Muse, a fianco della sorgente dispensatrice di ispirazione poetica; sullo sfondo si scorge il cavallo alato Pegaso.